# Hertzogprys
De Hertzogprys (Hertzogprijs) is een bekroning, die toegekend wordt door de Suid-Afrikaanse Akademie vir Wetenskap en Kuns. Deze prijs wordt jaarlijks toegekend aan een schrijver voor zijn of haar hoogstaande werk, per toerbeurt, in de categorieën drama, poëzie of proza. De jaarlijkse winnaar wordt bepaald door de zeven leden van de Letterkundecommissie. Deze prijs wordt beschouwd als de hoogste eer, die een Afrikaanse schrijver kan toekomen.

## Achtergrond

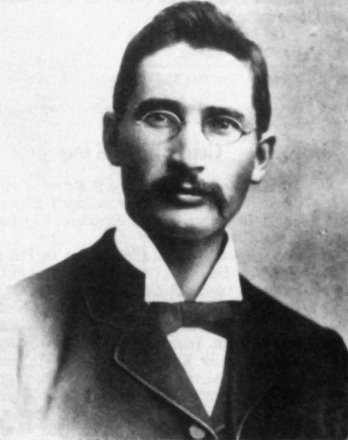
J.B.M. Hertzog

De Hertzogprijs is de belangrijkste prestigeprijs in de Afrikaanse letterkunde en is vernoemd naar een van de grootste kampvechters voor de Afrikaanse en Nederlandse taal in Zuid-Afrika: voormalig Boerengeneraal J.B.M. Hertzog (1866-1942).
De prijs is in 1914 tot stand gekomen door een schenking van £1 200, die oud-premier Hertzog voor dit doel geschonken heeft.  Hij was in 1910 in een proces verwikkeld, dat voortvloeide uit zijn strijd voor het Nederlandstalige onderwijs op de scholen in de Vrijstaat.  Het geld is overgebleven uit een fonds voor de vereffening van de proceskosten, die het Afrikaanse volk bijgedragen heeft en deze overblijfselen zijn  door Hertzog onder beheer van de Akademie geplaatst. De Akademie mocht de rente van het bedrag gebruiken voor beleggingen en de opbrengsten daarvan gebruiken voor een Afrikaanse letterkundige prijs.  Dit is geregeld in een notariële schenkingsakte, getekend op datum 27 mei 1914.
Oorspronkelijk, zo blijkt uit de schenkingsakte, was dit een wedstrijdprijs voor ingezonden stukken, maar op 15 februari 1923 heeft Hertzog schriftelijk toegestemd, opdat alle gepubliceerde boeken in het Afrikaans (vanzelf; zonder inzending) in aanmerking komen.  In 1928 is met toestemming van Hertzog, zoals in een brief van 3 april van dat jaar te kennen is gegeven, besloten om de drie literaire vormen, namelijk proza, poëzie en drama, afzonderlijk en om de beurt te bekronen.  Volgens voorschrift van de schenkingsakte, konden tijdens het leven van oud-generaal Herzog veranderingen in de voorwaarden aangebracht worden met zijn toestemming.  Na zijn overlijden mogen veranderingen geschieden bij een unaniem besluit van de Akademieraad.
Gedurende enkele jaren is ook "wetenschappelijke  proza" voor de Hertzogprijs in aanmerking gekomen.  Zo heeft prof. J. du P. Scholtz in 1943 die Hertzogprys ontvangen voor "Die Afrikaner en sy taal" en dr. Coenraad Beyers in 1944 voor "Die Kaapse Patriotte".  In 1946 is die afdeling "wetenschappelijke proza" zelfstandig doorgegaan als de Akademieprijs voor Geesteswetenschappen, die sinds 1955 bekendstaat als de "Stalsprijs voor Geesteswetenschappen".

## Beleid
De prijs wordt alleen toegekend aan werken, die oorspronkelijk verschenen zijn in het Afrikaans. De wisseling tussen de drie letterkundige formaten is begonnen in 1968 met poëzie, daarna drama en daarna proza. De commissie overweegt alleen het werk, dat gepubliceerd is in de drie vorige kalenderjaren, en kan de prijs uitreiken vanwege een enkelwerk of vanwege een geheel oeuvre van een schrijver. Schrijvers, die reeds bekroond zijn, mogen tevens weer bekroond worden voor latere werken, behalve dat diezelfde persoon niet een tweede oeuvre toekenning kan ontvangen in de categorie, waarin hij reeds een oeuvre toekenning gehad heeft.

## Prijzengeld
Het bedrag van de Hertzogprijs is in 1964 door de Akademieraad verhoogd tot R 2.000 (uit Akademiefondsen), maar in 1966 heeft de Akademieraad besloten om terug te keren tot de voorschriften van de schenkingsakte en om de prijs te beperken tot de rente van het schenkingskapitaal.  In 1974 bedroeg de prijs R900. In 1978 is het prijzengeld na R2 000 plus een gouden medaille verhoogd.  Vanaf 1994 het Rapport Uitgevers een bijkomend bedrag van R15 000 geschonken en vanaf 2003 is de schenking R20 000 per jaar, zodat het prijzengeld ZAR 22.000 (in 2008) inhoudt plus een 18-karaats gouden gedenkpenning.

## Lijst van winnaars van de Hertzogprijs

### Poëzie
- 1916 - Totius (Trekkerswee).
- 1926 - A.G. Visser (Gedigte).
- 1928 - A.G. Visser (Rose van herinnering);  C.M. van den Heever (Die nuwe boord).
- 1934 - Totius (Passieblomme);  C.Louis Leipoldt (Skoonheidstroos);  W.E.G. Louw (Die ryke dwaas).
- 1937 - I.D. du Plessis (Vreemde liefde en Ballades);  N.P. van Wyk Louw (Alleenspraak)
- 1940 - N.P. van Wyk Louw (Die halwe kring).
- 1943 - Elisabeth Eybers (Die stil avontuur en Belydenis in die skemering).
- 1947 - D.J. Opperman (Heilige beeste).
- 1951 - Toon van den Heever (Gedigte 1919, omgewerk tot Eugène en ander gedigte 1931).
- 1962 - Ernst van Heerden (Die klop).
- 1965 - N.P. van Wyk Louw (Tristia).
- 1968 - Boerneef (postuum) (al sy digbundels).
- 1971 - Elisabeth Eybers (Onderdak).
- 1974 - Uys Krige (Uys Krige: 'n keur uit sy gedigte).
- 1977 - Wilma Stockenström (Van vergetelheid en van glans).
- 1980 - D.J. Opperman (Komas uit 'n bamboesstok).
- 1983 - Sheila Cussons (al haar digbundels).
- 1984 - Breyten Breytenbach ( "Yk" ).
- 1987 - T.T. Cloete (Idiolek en Allotroop - sy ander werke, Jukstaposisie en Angelliera is eervol vermeld)
- 1990 - Antjie Krog (Lady Anne).
- 1993 - T.T. Cloete (Met die aarde praat).
- 1996 - Ina Rousseau ( 'n Onbekende jaartal).
- 1999 - Breyten Breytenbach (Oorblyfsels: 'n Roudig en Papierblom).
- 2002 - Henning Pieterse (Die burg van hertog Bloubaard).
- 2005 - Petra Müller (Die aandag van jou oë).
- 2008 - Breyten Breytenbach (Die Windvanger).
- 2011 - Johann de Lange (Die algebra van nood).
- 2014 – Marlene van Niekerk (Kaar).
- 2017 - Antjie Krog  (Mede-wete)

### Drama
- 1926 - J.F.W. Grosskopf (As die tuig skawe en Drie eenbedrywe).
- 1935 - H.A. Fagan (Die ouderling en ander toneelstukke).
- 1944 - C.L. Leipoldt (Die heks en Die laaste aand).
- 1952 - Gerhard Beukes (Langs die steiltes, Salome dans, As ons twee eers getroud is en agt eenbedrywe); W.A. de Klerk (Die jaar van die vuur-os, Drie vroue, Drie dramas en Vlamme oor La Roche).
- 1956 - D.J. Opperman (Periandros van Korinthe).
- 1960 - N.P. van Wyk Louw (Germanicus).
- 1969 - D.J. Opperman (Voëlvry).
- 1972 - P.G. du Plessis (Siener in die suburbs en Die nag van Legio).
- 1978 - Bartho Smit (Putsonderwater, Moeder Hanna, Christine en Die verminktes).
- 1981 - Henriette Grové (Ontmoeting by Dwaaldrif en al haar ander dramatiese werk).
- 1985 - Uys Krige (al sy werke)
- 1991 - Chris Barnard (totale oeuvre)
- 1994 - Reza de Wet (Vrystaat-trilogie en Trits: Mis, Mirakel, Drif)
- 1997 - Reza de Wet (Drie susters twee).
- 2000 - André P. Brink (Die Jogger).
- 2003 - Pieter Fourie (totale drama-oeuvre)
- 2006 - Deon Opperman (vir sy drama-oeuvre tot 2005)
- 2009 - Deon Opperman (Kaburu).
- 2012 - Adam Small (vir sy drama-oeuvre)
- 2015 - Tertius Kapp (Rooiland en Oorsee).

### Proza
- 1917 - Jochem van Bruggen (Teleurgestel)
- 1920 - Leon Maré (Ou Malkop).
- 1925 - Jochem van Bruggen (Ampie: die natuurkind).
- 1926 - D.F. Malherbe (Die meulenaar).
- 1927 - Jochem van Bruggen (Ampie: die meisiekind);  C.J. Langenhoven (Skaduwees van Nasaret);            Sangiro (Diamantkoors en Twee fortuinsoekers).
- 1930 - D.F. Malherbe (Hans-die-Skipper);  G.C. en S.B. Hobson (Kees van die Kalahari).
- 1933 - Jochem van Bruggen (Die sprinkaanbeampte van Sluis).
- 1936 - Mikro (Toiings en Pelgrims).
- 1939 - D.F. Malherbe (Saul die worstelheld en Die profeet).
- 1942 - C.M. van den Heever (Laat vrugte).
- 1945 - Sangiro (al sy prosawerk).
- 1953 - M.E.R. (al haar prosawerk).
- 1957 - Elise Muller (Die vrou op die skuit).
- 1958 - N.P. van Wyk Louw (vir kritiese prosa en essay: Die mens agter die boek, Maskers van die erns, Lojale verset en Berigte te velde).
- 1961 - F.A. Venter (Swart pelgrim en Geknelde land).
- 1964 - Etienne Leroux (Sewe dae by die Silbersteins).
- 1970 - Karel Schoeman (By fakkellig,  'n Lug vol helder wolke en Spiraal).
- 1973 - Chris Barnard (Mahala en Duiwel-in-die-bos).
- 1976 - Anna M. Louw (Kroniek van Perdepoort).
- 1979 - Etienne Leroux (Magersfontein, O Magersfontein!).
- 1982 - Hennie Aucamp (al sy prosawerk).
- 1984 - Henriette Grové (Die kêrel van die Pêrel).
- 1986 - Karel Schoeman ( 'n Ander land)
- 1989 - Etienne van Heerden (Toorberg).
- 1992 - Wilma Stockenström (Abjater wat so lag).
- 1995 - Karel Schoeman (Hierdie lewe).
- 1998 - Elsa Joubert (Die reise van Isobelle).
- 2001 - André P. Brink (Donkermaan).
- 2004 - Ingrid Winterbach (Niggie).
- 2007 - Marlene van Niekerk (Agaat).
- 2010 - Etienne van Heerden (30 Nagte in Amsterdam).
- 2013 - Ingrid Winterbach (Die aanspraak van lewende wesens)
- 2016 - Willem Anker (Buys)

### Wetenschappelijke proza
- 1943 - J. du P. Scholtz (Die Afrikaner en sy taal).
- 1944 - C. Beyers (Die Kaapse Patriotte).

Deze prijs is sinds 1946 geen onderdeel meer van de Hertzogprijs.

## Verwijzingen
1. ↑  P.J. Nienaber: Die Hertzogprys vyftig jaar. Nasionale Boekhandel, 1965.